# Anisostachya basalticola
Anisostachya basalticola är en akantusväxtart som beskrevs av Raymond Benoist. Anisostachya basalticola ingår i släktet Anisostachya och familjen akantusväxter. Inga underarter finns listade i Catalogue of Life.